# Ioushenshen
Ioushenshen (Iwšnšn, en ancien égyptien) est une ancienne ville du 5e nome de Haute-Égypte, le nome des Deux Divinités.

## Histoire
| N18 | Z1 | V7 · N35 | V7 · N35 | O49 |

| N18 | Z1 | V7 · N35 | V7 · N35 | O49 |

Ioushenshen est une ancienne ville mentionnée à plusieurs reprises dans les sources de l'Égypte antique. Selon le Ramesside Onomastica, le lieu était situé au sud de Coptos. À vingt-cinq kilomètres au sud de Coptos se trouve la ville moderne d'el-Khozam où des monuments anciens ont été trouvés, et il semble possible que cette ville soit l'ancienne Ioushenshen. Près d'el-Khozam ont été fouillés plusieurs cimetières dont certains remontent à la période badarienne (environ 4000 AEC). Près d'el-Khozam, la fausse porte du gouverneur local Ouser (en) et la fausse porte du surveillant de la Haute-Égypte Tjaouti ont également été trouvées, elles datent de la toute fin de l'Ancien Empire. Ces hauts fonctionnaires ont manifestement été enterrés ici et il semble que la capitale du nome se soit déplacée à la fin de l'Ancien Empire à cet endroit. Ioushenshen a été détruit au cours de la Première Période intermédiaire. Une stèle d'un certain Khenmes rapporte qu'il a été envoyé dans la ville et l'a reconstruite.